# Railpool
Die Railpool GmbH mit Sitz in München ist ein Leasingunternehmen von Lokomotiven und Schienenfahrzeugen für den Güter- und Personenverkehr, das in 14 europäischen Ländern aktiv ist.

## Hintergrund
Railpool ist überwiegend im Bereich der kurz- bis mittelfristigen Vermietung von Lokomotiven – sogenanntes operating lease – tätig – das Unternehmen bietet dabei Full-Service-Pakete an, mit Zusatzleistungen wie Wartung, Reparatur, Bereitstellung von Ersatzfahrzeugen bei Ausfall usw. an.
Railpool wurde 2008 von der KfW IPEX-Bank und der HSH Nordbank gegründet, die zu jeweils hälftig Gesellschafter waren. Im Mai 2012 gaben die Gesellschafter bekannt, Railpool verkaufen zu wollen;
Im Mai 2014 übernahm der Private-Equity-Investor Oaktree alle Anteile.
Seit Kauf durch Oaktree besteht der Railpool-JVco-Konzern aus der Railpool JVco GmbH & Co. KG in Gräfelfing nebst Tochtergesellschaften; das operative Geschäft erfolgt über die Railpool GmbH.
Government of Singapore Investment Corporation (GIC), ein Staatsfonds aus Singapur, stieg im Februar 2016 mit einem 49-%-Anteil bei Railpool ein und investiert damit in die Flottenexpansion von Railpool. Anfang 2020 wurde der italienische Lokomotivvermieter LocoItalia von den bisherigen Eigentümern, der FNM-Gruppe und der Tenor-Gruppe, übernommen. Im Mai 2023 erwarb GIC ein weiteres Aktienpaket von 27 % und hielt fortan die Mehrheit an Railpool. Im Oktober desselben Jahres wurde ein Büro in Paris eröffnet und die Tochter Railpool France gegründet.

## Fahrzeuge

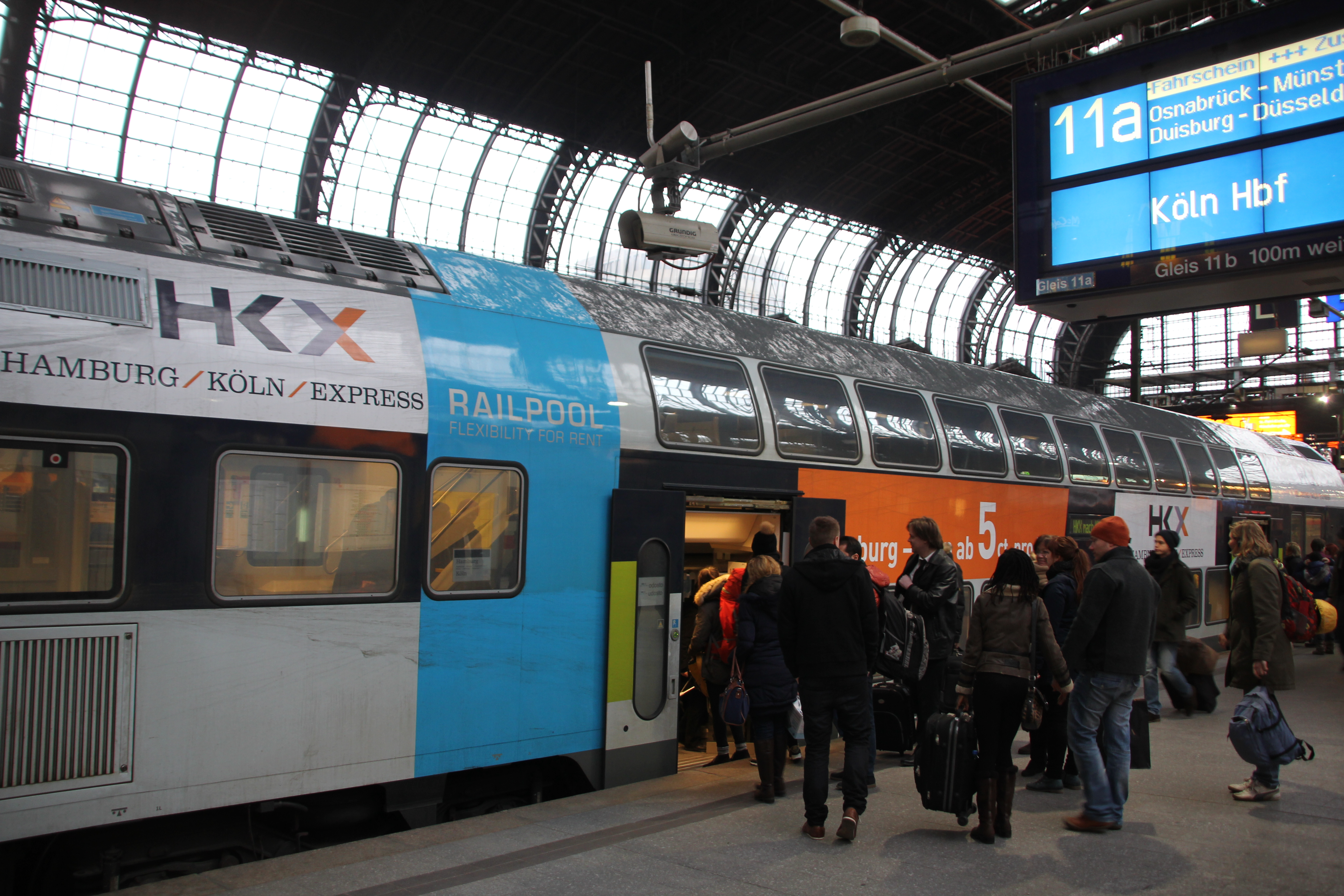
Railpool-Fahrgastwagen

Railpool hat einen Fahrzeugbestand von über 600 Elektrolokomotiven. Das Unternehmen verleast moderne E-Loks der Baureihen 185 (Bombardier Traxx F140 AC2), 186 (Traxx F140 MS) sowie die Baureihe 193 (Siemens Vectron). Railpool war der erste Abnehmer des Vectron; nachdem diese Ende 2010 beim Hersteller Siemens bestellt wurden, erfolgte die Auslieferung der ersten Loks im November 2012.
Des Weiteren ist das Leasingunternehmen der erste Abnehmer der Baureihe 187 (Traxx 3), welche ebenfalls im Fahrzeugbestand sind. 20 Lokomotiven dieser Baureihe im Wert von 74 Millionen Euro wurden im zweiten Halbjahr 2019 ausgeliefert.
Somit ist Railpool zugleich im Besitz der größten privaten Bombardier-Flotte: insgesamt 217 Loks davon gehören der Traxx-Familie von Bombardier an.
Anfang 2017 kaufte Railpool zusammen mit Toshiba der DB Cargo 130 Lokomotiven der Baureihen 151 und 155 ab. Die Loks wurden von 1972 bis 1978 (Baureihe 151) und 1977 bis 1984 (Baureihe 155) hergestellt. Aufgrund der veralteten Technik wollte die DB Cargo nicht mehr im Eigenbesitz dieser Loks sein, mietete jedoch von Railpool 100 Loks zurück. Die Instandhaltung übernahm weiterhin die Deutsche Bahn. Die restlichen 30 Lokomotiven der Baureihen 151 und 155 vermietet Railpool an andere Eisenbahnverkehrsunternehmen. Bis 2018 wurden 900 Millionen Euro in die Flotte von 400 Elektrolokomotiven investiert. Nachdem 2018 weitere 10 Vectron AC bestellt und im Jahr 2019 ausgeliefert wurden, gab es 2021 die erste Bestellung über 20 Vectron-MS-Maschinen mit Auslieferung bis 2023. Dieser folgte 2022 ein Rahmenvertrag über insgesamt 100 Loks, aus welchem 70 direkt abgerufen und bis 2024 geliefert wurden. Entgegen der ursprünglichen Meldung wurden von diesen 17 in der Wechselstromvariante mit Skandinavien-Paket (B18: D/DK/S/N+A) geliefert. Zusätzlich liefert Siemens weiter Vectron-Loks für Railpool aus, welche keiner veröffentlichten Bestellung zugeordnet werden können. Währenddessen wurden Traxx-Lokomotiven, mittlerweile von Alstom als Traxx Universal bezeichnet, in reinen Gleich- oder Wechselstromvarianten bestellt. Bis 2020 wuchs die Flotte an Loks der Baureihe 187 auf insgesamt 45 Maschinen in verschiedenen Ausführungen und es wurden sieben Traxx 3 DC LM für Polen geliefert. Im gleichen Jahr wurde der junge italienische Lokomotivvermieter LocoItalia übernommen. So gelangten neben insgesamt sechs Vectron-DC-Maschinen, die ersten fünf Traxx-3-DC-Loks für Italien in den Bestand. Kurze Zeit später wurden von Railpool Italia 10 weitere Loks bestellt, welche bis 2021 ausgeliefert wurden und an Captrain Italia vermietet sind. 2022 gab es eine Bestellung über 15 Traxx-3-Loks mit  Dieselhilfsmotor als Last-Mile-Motor inklusive einer Option für fünf weitere. Davon werden fünf als Gleichstromvariante für Italien ausgeliefert und 10 als Wechselstromvariante für Skandinavien. Weitere 27 Traxx-3-AC- und -DC-Loks für Italien, Polen und Skandinavien wurden im Februar 2023 bestellt, ohne Aufschlüsselung der einzelnen Varianten. Im folgenden Juli gab es die erste Bestellung über insgesamt 50 Traxx-3-MS-Lokomotiven für den Einsatz in Deutschland, Österreich, Schweiz, Italien, Frankreich, Belgien, Luxemburg und Polen. Im Oktober 2023 wurden 45 Modula-Lokomotiven, mit Optionen für 152 weitere, bei Vossloh Rolling Stock bestellt. 2024 gab es wieder einen Rahmenvertrag über insgesamt 250 Vectrons, aus welchem 24 Vectron MS und 46 Vectron AC abgerufen wurden. Kurz darauf wurde der Erwerb von weiteren 13 Traxx-3-DC-LM-Loks bekannt gegeben, welche über eine Sale-Lease-Back-Vereinbarung von Captrain Italia übernommen wurden und wieder zurück vermietet werden.
Die Railpool-Flotte ist schnell an ihrer Farbgebung zu erkennen. Die meisten Lokomotiven verkehren in einem silbernen Farbkleid mit einem blauen Banner an den Fahrzeugseiten. Die Baureihen 151 und 155 verkehren in der typischen verkehrsroten Farbe mit Streifen in tageslichtgrau der Deutschen Bahn. Da die zugekauften Loks kein Eigentum der Deutschen Bahn mehr sind, wurden die DB-Logos entfernt. Im September 2018 konnte die erste Lok 155 138-1 der Baureihe 155 in das typische Farbkleid von Railpool umlackiert werden. Ende Juni 2024 endete der Leasingvertrag über Loks der Baureihen 151 und 155 zwischen Railpool und DB Cargo, diese hatte einen Teil der von ihr verkauften Maschinen zurückgeleast.
| Länderausstattung  | Anzahl | Nummerierung                                |
| ------------------ | ------ | ------------------------------------------- |
| D/A/B/NL           | 23     | 186 181–183, 187, 292–297, 421–428, 455–459 |
| D/A/B/NL+CZ/SK     | 2      | 186 189, 191                                |
| D/A/B/NL+CZ/SK/HU  | 3      | 186 298–300                                 |
| D/A/CH/I/NL        | 11     | 186 001-010, 251                            |
| D/A/CH/I/B/NL      | 34     | 186 256-259, 445–454, 491–510               |
| D/A/I              | 9      | 186 281–288, 290                            |
| D/A/PL             | 11     | 186 141, 143, 145–147, 271–276              |
| D/A/PL+NL+CZ/SK/HU | 10     | 186 429–438                                 |
| D/B/F              | 4      | 186 252–255                                 |

| Länderausstattung | Anzahl | Nummerierung                  |
| ----------------- | ------ | ----------------------------- |
| D/A/CH            | 9      | 187 001–009                   |
| D/A/HU/RO         | 26     | 187 300–313, 315–316, 340–349 |
| S/N               | 28     | 187 400–427                   |

| Länderausstattung                    | Anzahl | Nummerierung                                                                                 |
| ------------------------------------ | ------ | -------------------------------------------------------------------------------------------- |
| D/A                                  | 6      | 193 801–806                                                                                  |
| D/A/HU/RO                            | 23     | 193 810–817, 824-828, 990–999                                                                |
| D/A/PL/CZ/SK/HU/SLO/HR/BG/RO/SRB     | 20     | 6193 086–105                                                                                 |
| D/A/CH/I/NL                          | 37     | 6193 106–114, 118–120, 126–128, 133, 134, 137–139, 141–146, 166–171, 175, 178, 181, 184, 187 |
| D/A/H/PL/CZ/SK(/RO/BG)               | 28     | 6193 115–117, 121–125, 129–132, 135–136, 140, 160, 161, 192-196; 7193 195–200                |
| D/A/DK/S/N                           | 19     | 6193 147–159, 162–165, 7193 201-202                                                          |
| D/A/B/NL/CZ/SK/H/RO/PL(/L/BG/HR/SRB) | 15     | 6193 172–174, 176, 177, 179, 180, 182, 183, 185, 186, 188–191                                |
| D/A/PL/H/CZ/SK/NL                    | 7      | 7193 900-906                                                                                 |

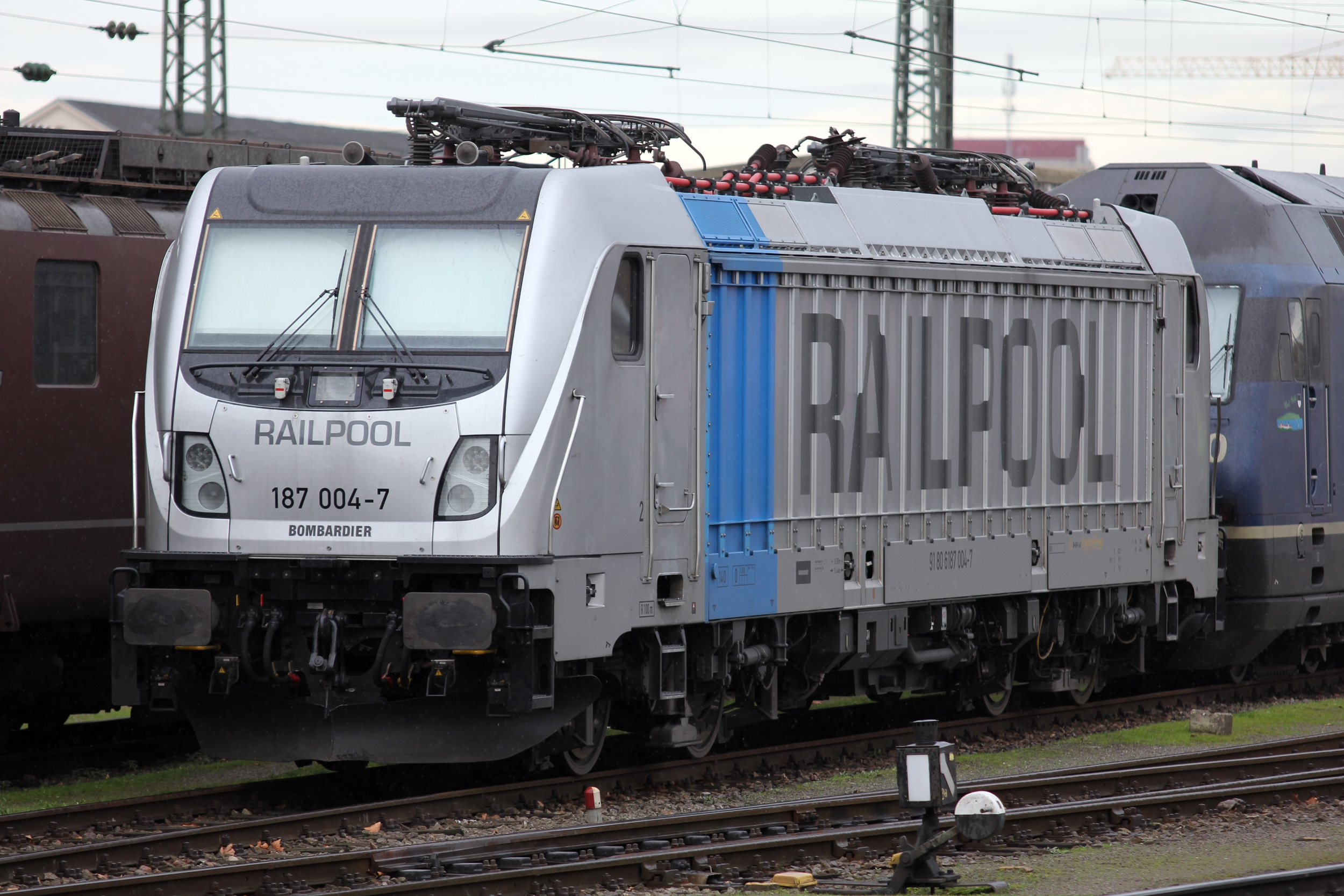
187 004 von Railpool in Basel Badischer Bahnhof
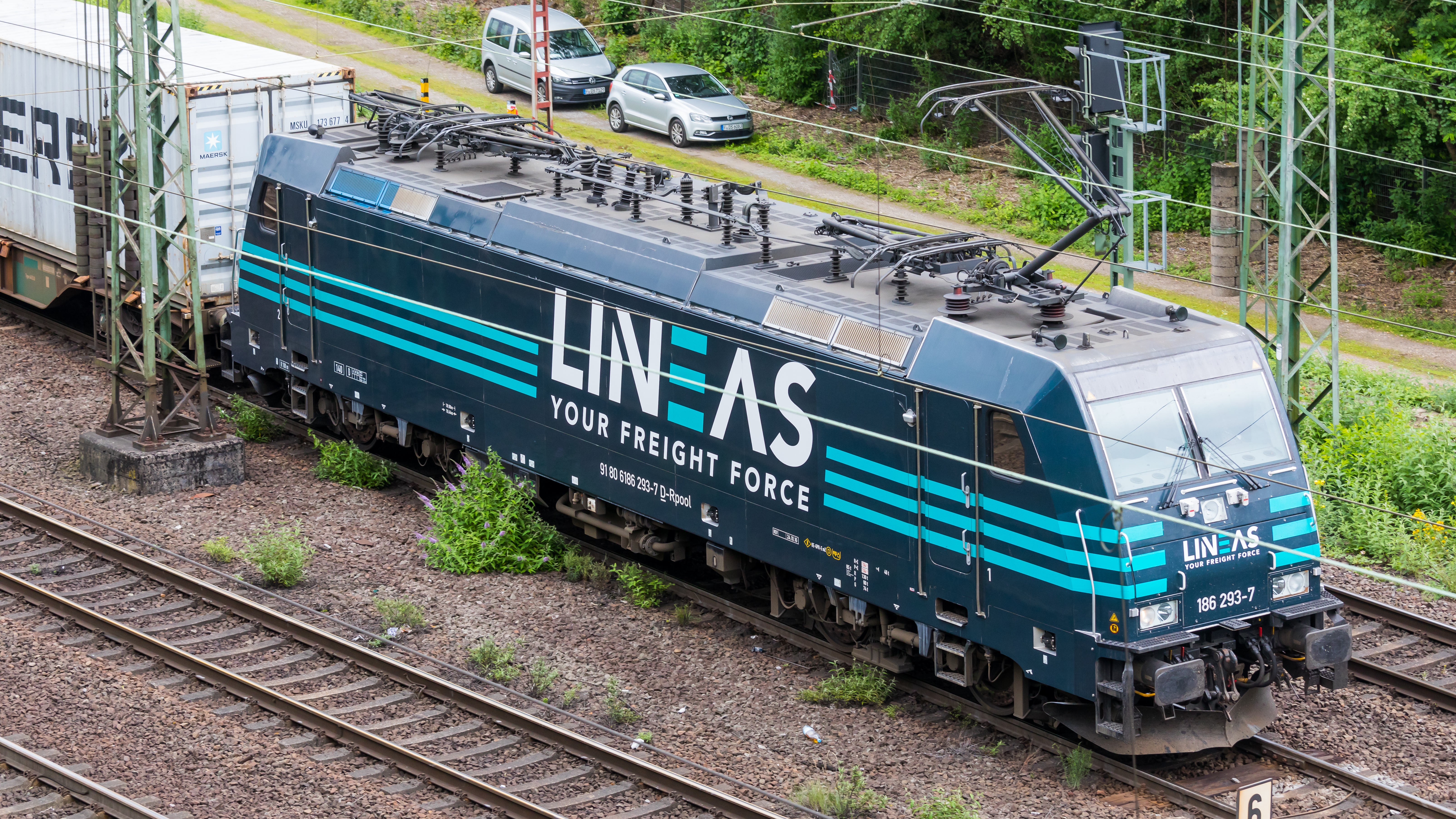
Eine Railpool-Lok im Einsatz für Lineas
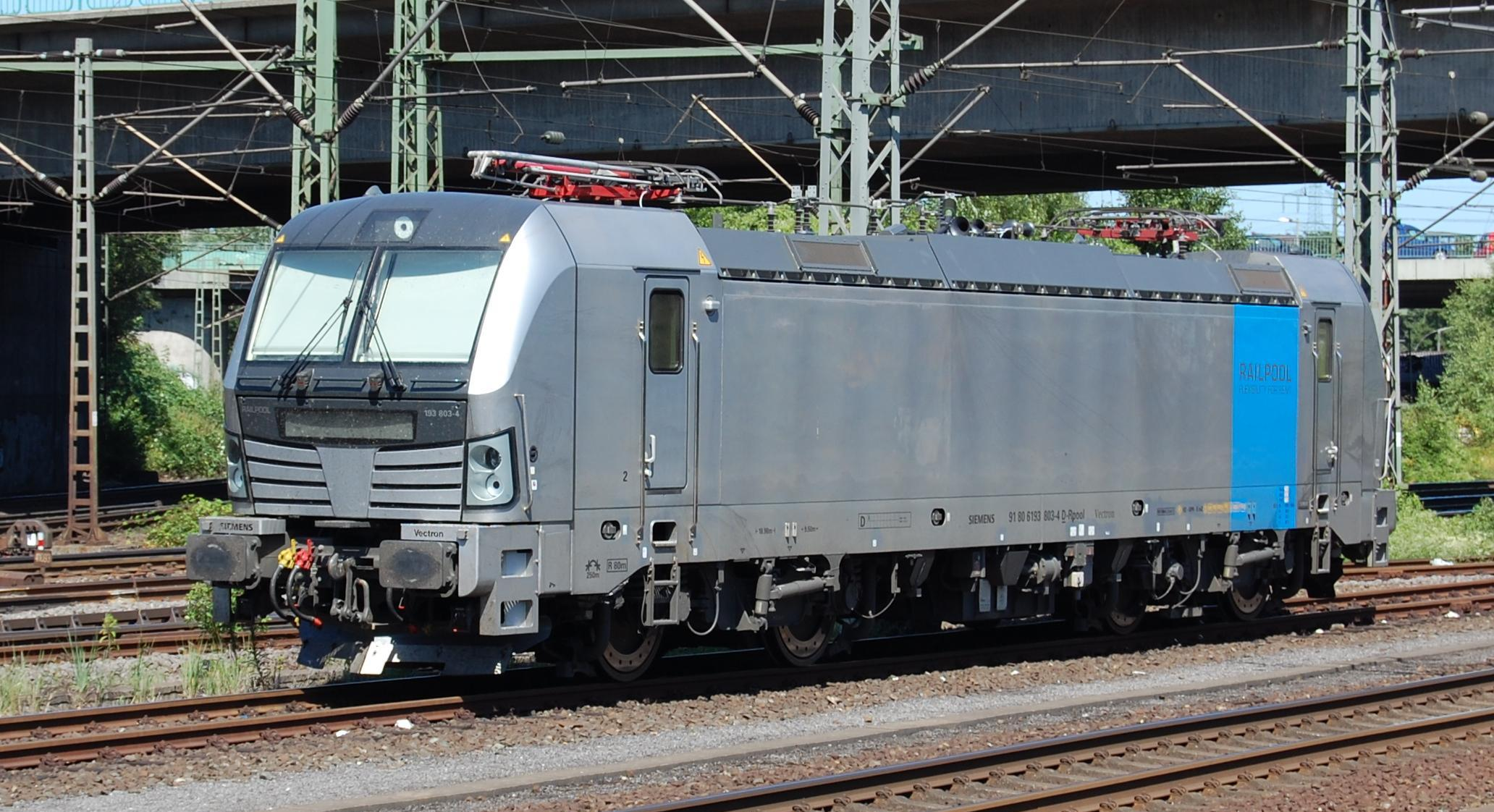
193 803 abgestellt in Hamburg-Harburg
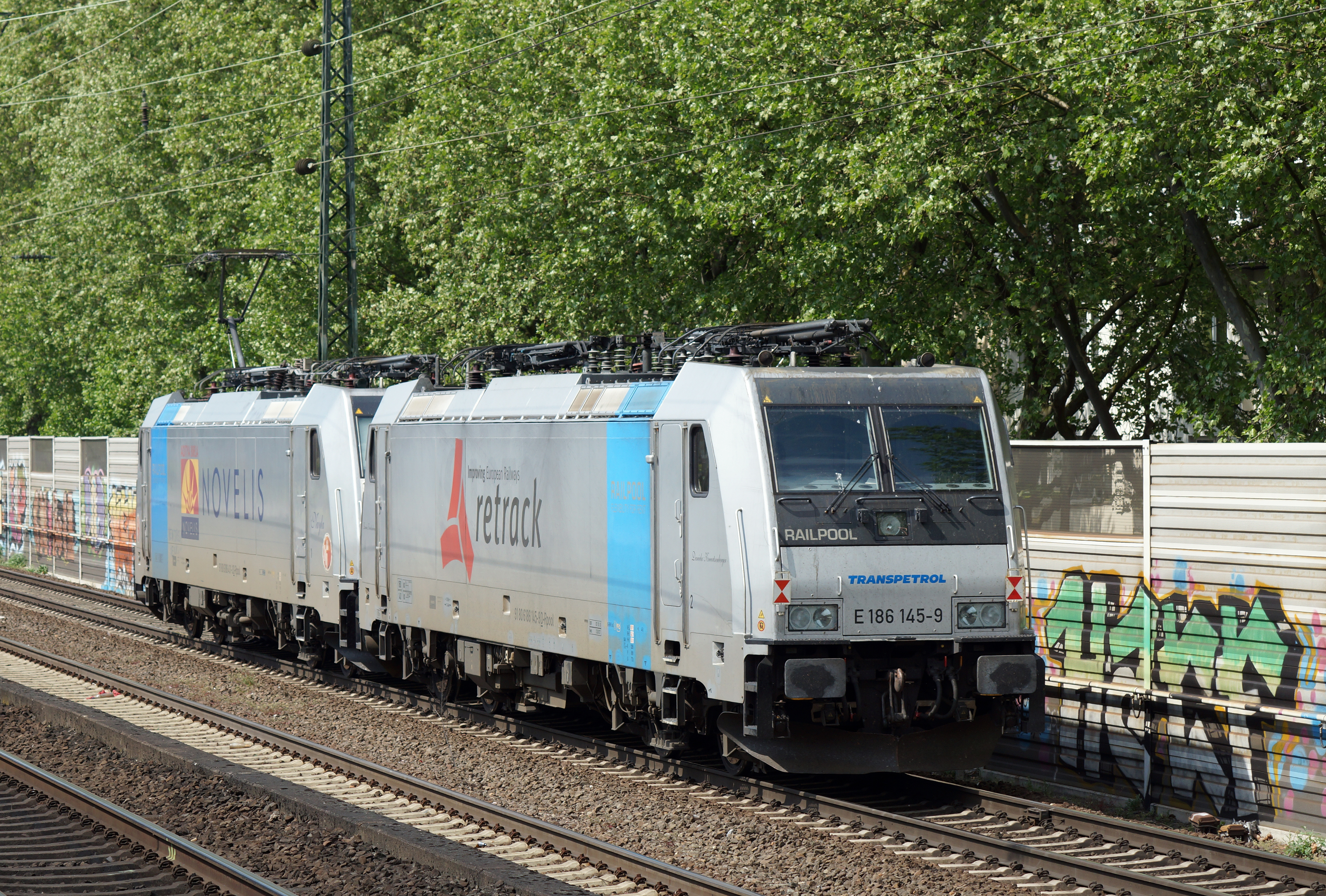
Zwei Loks der Baureihen 186 von Railpool im Einsatz für Retrack
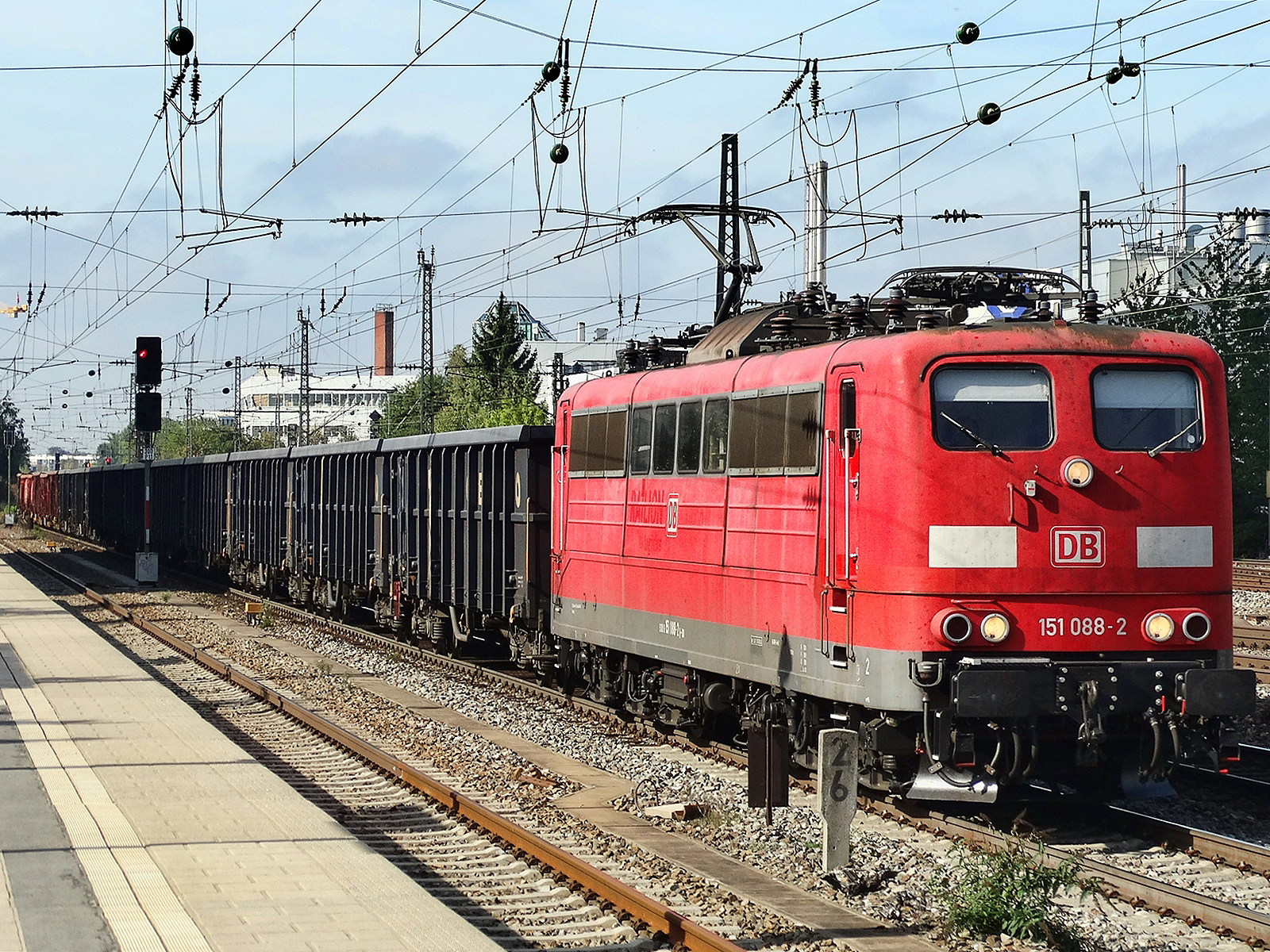
Die von Railpool 2017 übernommene 151 088 im Jahr 2015

Railpool ermöglicht Kunden mit der oben genannten Flotte einen Einsatz in den Ländern Deutschland, Belgien, Niederlande, Frankreich, Österreich, Schweiz, Italien, Tschechien, Polen, Slowakei, Ungarn, Slowenien, Kroatien, Rumänien, Bulgarien und der Türkei.
Außerdem vermietet Railpool im Bereich Schienenpersonennahverkehr 45 Bombardier-Twindexx-Doppelstockwagen an die dänischen Staatsbahnen DSB und 8 Elektrotriebzüge vom Typ Stadler GTW an Transdev in den Niederlanden.